# Marek Karpinski
Marek Karpinski (25 marzo 1948) è un informatico e matematico polacco, noto per la sua ricerca nella teoria degli algoritmi e delle loro applicazioni, ottimizzazione combinatoria, complessità computazionale e fondamenti matematici.
Ha lavorato nel campo della ricerca e di insegnamento in varie università europee ed americane, fra l'altro, in Berkeley, Princeton e Bonn. Ha una grande influenza scientifica, soprattutto nei campi di algoritmi di approssimazione per problemi di ottimizzazione NP-hard, la teoria del VC-dimension (Karpinski-Macintire theorem) così come altre tecniche computazionali di limiti inferiori per diversi modelli computazionali. Ha ricevuto diversi premi di ricerca nei settori sopra menzionati. È stato anche cofondatore delle FCT serie internazionale di conferenze teoriche e fondamentali in informatica così come dei Bonn workshops specializzati sulla teoria della computazione. È stato anche uno dei fondatori e un investigatore principale di gruppi di ricerca internazionali su basi di randomized and approximate computation. È uno dei ricercatori più prolifici e importanti in questi settori.
Attualmente è professore d´informatica e matematica e il capo del gruppo algoritmi e complessità computazionale presso l'Università di Bonn e della sezione algoritmica di Bonn-Aachen Research School. È anche uno dei membri fondatori di Bonn International Graduate School in Mathematics e Hausdorff Center for Mathematics..
Nel 1994 è stato insignito del prestigioso Max Planck Research Price. Nel 2013 è stato eletto alla Academia Europæa, the Academy of Europe.